# 16. šahovska olimpijada
16. šahovska olimpijada je potekala med 2. in 25. novembrom 1964 v Tel Avivu (Izrael).
Sovjetska zveza je osvojila prvo mesto, SFRJ drugo in Nemčija tretje.

## Pregled
Sodelovalo je 294 šahistov (med njimi 31 velemojstrov in 37 mednarodnih mojstrov) v 50 reprezentancah; odigrali so 1.818 od načrtovanih 1.820 partij (2 partiji sta bili v naprej določeni). Glavni sodnik je bil mednarodni šahovski mojster Alois Nagler (Švica). Partije so bile razdeljene med 7 preskupin in 4 finalne skupine. Igralci so imeli 2,5 h za prvih 40 potez, nato pa 1 h za naslednjih 16.

## Udeleženci
1. Anglija (Owen Hindle, Cenek Kottnauer, ...)
2. Argentina (Erich Eliskases, Raimundo García, Bernardo Wexler, Samuel Schweber, ...)
3. Bolgarija (Milko Bobocov, Zdravko Milev, ...)
4. Češkoslovaška (Luděk Pachman, Lubomír Kaválek, ...)
5. Čile (David Godoy Bugueño, René Letelier Martner, Pablo Vergara, ...)
6. Danska (Borge Andersen, ...)
7. Finska (Heikki Westerinen, Aatos Fred, ...)
8. Francija (Guy Mazzoni, ...)
9. Izrael (Yoel Aloni, Yair Kraidman, ...)
10. Jugoslavija (Milan Matulović, Svetozar Gligorić, Borislav Ivkov, ...)
11. Južna Afrika (David Friedgood, ...)
12. Kanada (Duncan Suttles, Elod Macskasy, ...)
13. Kolumbija (Miguel Cuéllar Gacharna, Juan Minaya, Bernardo Fernandez, ...)
14. Madžarska (Lajos Portisch, László Szabó, ...)
15. Mongolija (Tudev Ujtumen, ...)
16. Nizozemska (Franciscus Kuijpers, Christian Langeweg, Coenraad Zuidema, ...)
17. Nemčija (Helmut Pfleger, Wolfgang Unzicker, Lothar Schmid, Klaus Darga,, ...)
18. Nemška demokratična republika (Wolfgang Uhlmann, Günther Möhring, Reinhart Fuchs, ...)
19. Norveška (Arne Zwaig, ...)
20. Poljska (Bogdan Śliwa, Witold Balcerowski, ...)
21. Portugalska (Joaquim Manuel Durão, ...)
22. Sovjetska zveza (Mihail Botvinik, Vasilij Smislov, Paul Keres, Leonid Stein, Boris Spaski, Tigran Petrosian, ...)
23. Španija (Federico Mora, Antonio Ángel Medina García, ...)
24. Švedska (Anton Fridh, ...)
25. Švica (Edgar Walther, ...)
26. Turčija (Coşkun Külür, ...)
27. ZDA (Pal Benko, ...)